# Let's Get to It Tour
Let's Get to It Tour var en koncertturné af den australske sangerinde Kylie Minogue i Storbritannien og Irland i slutningen af 1991. Turnéen var en fortsættelse af Rhythm of Love Tour, der allerede havde besøgt Australien og Asien. Minogue havde med dem herunder fem dansere på turné, der blev afholdt i forbindelse med udgivelsen af albummet Let's Get to It.

## Spilleliste
1. "Step Back in Time"
2. "Wouldn't Change a Thing"
3. "Got to Be Certain"
4. "Always Find the Time"
5. "Enjoy Yourself"
6. "Tears on My Pillow"
7. "Secrets"
8. "Let's Get to It"
9. "Word Is Out"
10. "Finer Feelings"
11. "I Should Be So Lucky" (Extended Mix)
12. "Love Train"
13. "If You Were with Me Now"
14. "Je Ne Sais Pas Pourquoi"
15. "Too Much of a Good Thing"
16. "Hand on Your Heart"
17. "What Do I Have to Do"

Ekstranummer
1. "I Guess I Like It like That"
2. "The Loco-Motion"
3. "Shocked"
4. "Better the Devil You Know"

## Turnedatoer
| Dato             | By          | Land     | Sted                          |
| ---------------- | ----------- | -------- | ----------------------------- |
| 25. oktober 1991 | Plymouth    | England  | Plymouth Pavilions            |
| 26. oktober 1991 | Birmingham  | England  | NEC Arena                     |
| 27. oktober 1991 | Nottingham  | England  | Nottingham Royal Concert Hall |
| 29. oktober 1991 | London      | England  | Wembley Arena                 |
| 30. oktober 1991 | London      | England  | Wembley Arena                 |
| 31. oktober 1991 | Manchester  | England  | Manchester Apollo             |
| 1. november 1991 | Whitley Bay | England  | Whitley Bay Ice Rink          |
| 3. november 1991 | Aberdeen    | Skotland | AECC Arena                    |
| 4. november 1991 | Edinburgh   | Skotland | Edinburgh Playhouse           |
| 5. november 1991 | Edinburgh   | Skotland | Edinburgh Playhouse           |
| 6. november 1991 | Sheffield   | England  | Sheffield City Hall           |
| 8. november 1991 | Dublin      | Irland   | Point Theatre                 |